# IJseend
De ijseend (Clangula hyemalis) is een vogel uit de familie van de eendachtigen (Anatidae). De wetenschappelijke naam van de soort werd in 1758 als Anas hyemalis gepubliceerd door Carl Linnaeus.

## Veldkenmerken
De vogel kan 20–33 cm lang worden. Het winterkleed van het mannetje is overwegend wit met een donkere oogvlek. De rug is zwart met witte, verlengde vleugelpennen. 's Zomers is de kop, de hals en de borst zwart, afgezien van een witte oogvlek. De rug is zwart met bruin. De staart heeft een lengte van 12,5 cm.
Het verenkleed van het vrouwtje is overwegend bruin met een lichtere bruine kleur aan de zijkant van de kop, de hals en de flanken. Beide geslachten hebben een opvallend kleine snavel.

## Leefwijze
Zijn voedsel bestaat uit weekdieren, garnalen en kleine vissen.

## Voorkomen
De ijseend broedt in arctische streken van Europa, Azië en Noord-Amerika en is vaak de algemeenste eendensoort op de toendra. Hij overwintert op zee in beschutte baaien en in riviermondingen, soms met duizenden bijeen. De Oostzee is voor deze soort het belangrijkste overwinteringsgebied. Meer dan een miljoen ijseenden duiken hier naar mosselen en kreeftachtigen, soms wel tot 30 meter diepte.
In Nederland is hij schaars in de winter, met name langs de kust in Zeeland en in de Waddenzee. In 2019 heeft op de Marker Wadden voor het eerst een ijseend in Nederland gebroed.

## Status
De grootte van de populatie is in 2019 geschat op 3,2-3,75 miljoen vogels. Omdat de aantallen snel afnemen heeft deze soort op de Rode lijst van de IUCN de status kwetsbaar.

## Video
- IJseend zwemmend op de Waddenzee